# 劳拉·兰德韦波
劳拉·兰德韦波（1967年—）是一位美国演化生物学家，哥伦比亚大学生物化学和分子生物物理学教授，专攻分子演化。